# Declan Donnelly

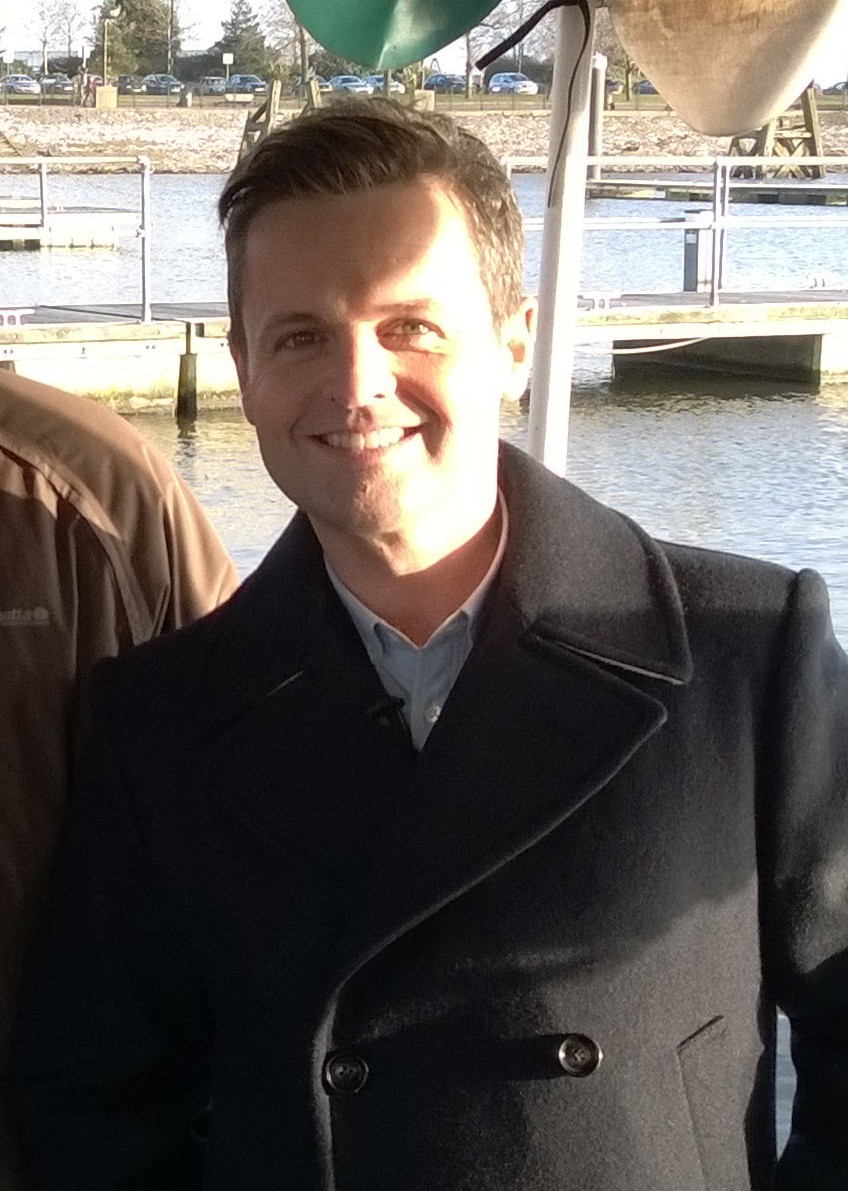
Declan Donnelly (2014)

Declan Joseph Oliver „Dec“ Donnelly, OBE (* 25. September 1975 in Newcastle upon Tyne) ist ein britischer Moderator und neben Anthony McPartlin Mitglied des bekannten und mit verschiedenen TV-Auszeichnungen bedachten Duos Ant & Dec.
Declan Donnelly spielte als Jugendlicher eine Rolle in der Serie Byker Grove. Dort traf er auf Anthony McPartlin. Nach dem beiderseitigen Ausstieg aus der Serie begannen sie unter ihren Rollennamen PJ & Duncan Musik zu machen und schafften es mit mehreren Liedern in die Charts.
Donnelly moderiert zusammen mit McPartlin die britische Version von Ich bin ein Star – Holt mich hier raus! (Original: I’m a Celebrity…Get Me Out of Here!) und die britische Castingshow Britain’s Got Talent, welche die Vorlage für die deutsche Show Das Supertalent ist. Von 2002 bis 2009 und wieder seit 2013 moderiert er zusammen mit McPartlin Ant & Dec’s Saturday Night Takeaway.
Im Juni 2016 wurde Donnelly zusammen mit McPartlin der Order of the British Empire im Rang eines Officers verliehen.
Seit August 2015 ist er mit seiner Managerin Ali Astall verheiratet. Im September 2018 kam ihre gemeinsame Tochter zur Welt.

## Filmografie (Auswahl)
- 1990: Byker Grove
- 1995: Top of the Pops
- 1995–1997 The Ant & Dec Show
- 1998: Ant & Dec Unzipped
- 1998–2001: SMTV Live und CD:UK
- 2001–2003: Pop Idol
- 2002–2009, 2013–2024: Ant & Dec’s Saturday Night Takeaway
- seit 2002: I’m a Celebrity…Get Me Out of Here!
- 2003: Tatsächlich… Liebe
- 2005: Gameshow Marathon
- 2005: Comic Relief: Red Nose Night Live 05
- 2006: Alien Autopsy – Das All zu Gast bei Freunden
- seit 2007: Britain’s Got Talent
- 2007: Dancing on Ice
- 2008: Wanna bet?
- 2010–2011: Ant & Dec's Push The Button
- 2016: When Ant and Dec Met The Prince: 40 Years of The Prince's Trust
- 2016: The Queen's 90th Birthday Celebration
- seit 2022: Limitless Win
- 2023: I‘m a Celebrity…Get me out of here! South Africa